# Добрият Ед
„Добрият Ед“ (на английски: Best Ed) е канадски анимационен сериал от 2008 г., продуциран от 9 Story Entertainment.

## В България
В България сериал е излъчен през 2009 г. по „Картун Нетуърк“ с български нахсинхронен дублаж.
| Роля          | Изпълнител      |
| ------------- | --------------- |
| Ед            | Явор Караиванов |
| Дъг           | Георги Стоянов  |
| други гласове | Петър Калчев    |